# Widoń (jezioro)
Widoń  – jezioro w woj. kujawsko-pomorskim, w powiecie włocławskim, w gminie Włocławek, leżące na terenie Kotliny Płockiej.

## Dane morfometryczne
Powierzchnia zwierciadła wody wynosi 13,8 ha.
Zwierciadło wody położone jest na wysokości 64,8 m n.p.m.. Średnia głębokość jeziora wynosi 1,3 m, natomiast głębokość maksymalna 3,6 m.
Na podstawie badań przeprowadzonych w 2004 roku wody jeziora zaliczono do poza klasą klasy czystości i poza kategorią podatności na degradację.

## Hydronimia
Według urzędowego spisu opracowanego przez Komisję Nazw Miejscowości i Obiektów Fizjograficznych (KNMiOF) nazwa tego jeziora to Widoń .